# Imagine Futebol Clube Ltda.
Imagine Futebol Clube Ltda. é um clube de futebol da cidade de Palmas, capital do estado de Tocantins. Suas cores são verde e branco.

## História
O Imagine foi fundado em 2008. Oriundo da Liga Esportiva de Palmas, profissionalizou-se em 2010, quando disputou pela primeira vez a Segunda Divisão do Campeonato Tocantinense, terminando a competição na quinta colocação.
Em 2013, com apoio do governo do Estado, por meio da Secretaria dos Esportes, a delegação do Imagine viajou para a cidade de Embu Guaçu para a disputa da 45ª edição da Copa São Paulo de Juniores.

## Desempenho em competições oficiais
Campeonato Tocantinense (2ª Divisão)
| Ano  | 2010 | 2011 | 2012 | 2013 | 2014 | 2015 | 2016 | 2017 |
| Pos. | 5º   | 6º   | 8º   | 8º   | 8º   | —    | 7º   | 9º   |
| ---- | ---- | ---- | ---- | ---- | ---- | ---- | ---- | ---- |